# Andrea Pavani
Andrea Pavani (Caracas, 11 novembre 1954) è un ex giocatore di curling italiano, atleta del Curling Club Tofane.

## Carriera agonistica

### Nazionale
Il suo esordio con la nazionale italiana di curling è stato il campionato mondiale del 1973, disputato a Regina, in Canada: in quell'occasione l'Italia si piazzò al nono posto. Con la nazionale assoluta partecipa a 13 campionati mondiali ed a 10 campionati europei.
In totale Pavani vanta 202 presenze in azzurro. Il miglior risultato dell'atleta è la medaglia di bronzo ottenuta ai campionati europei del 1979 disputati a Varese, in Italia. Questo è il miglior risultato ottenuto fino ad ora dalla nazionale italiana di curling maschile.
CAMPIONATI
Nazionale assoluta:
- Mondiali
  - 1973 Regina ( Canada) 9°
  - 1974 Berna ( Svizzera) 10°
  - 1976 Duluth ( Stati Uniti) 5°
  - 1977 Karlstad ( Svezia) 7°
  - 1979 Berna ( Svizzera) 8°
  - 1980 Moncton ( Canada) 7°
  - 1981 London ( Canada) 7°
  - 1982 Garmisch-Partenkirchen ( Germania Ovest) 6°
  - 1984 Duluth ( Stati Uniti) 8°
  - 1985 Glasgow ( Scozia) 7°
  - 1986 Toronto ( Canada) 10°
  - 1989 Milwaukee ( Stati Uniti) 7°
  - 1990 Västerås ( Svezia) 9°
- Europei
  - 1975 Megève ( Francia) 8°
  - 1976 Berlino ovest ( Germania Ovest) 8°
  - 1978 Aviemore ( Scozia) 6°
  - 1979 Varese ( Italia) 3° 
  - 1982 Kirkcaldy ( Scozia) 13°
  - 1983 Västerås ( Svezia) 9°
  - 1984 Morzine ( Francia) 9°
  - 1985 Grindelwald ( Svizzera) 10°
  - 1986 Copenaghen ( Danimarca) 4°
  - 1989 Engelberg ( Svizzera) 9°

### Campionati italiani
Figlio dell'atleta di curling Enea Pavani e fratello di Marina Pavani inizia la sua attività agonistica con il padre nel Curling Club 66 Cortina, per poi passare al Curling Club Tofane. Andrea è stato 14 volte campione d'Italia e questo fa di lui l'atleta italiano con più scudetti in campo maschile.
- Campionato italiano:

### Ritiro
Nel 1991 si ritira dall'attività agonistica a causa del suo trasferimento da Cortina d'Ampezzo a Padova, città priva delle strutture sportive adatte al curling.

## Incarichi sociali e sportivi
Andrea è stato tra i fondatori e presidenti del Curling Club Tofane.